# Carlos Leal (attore)

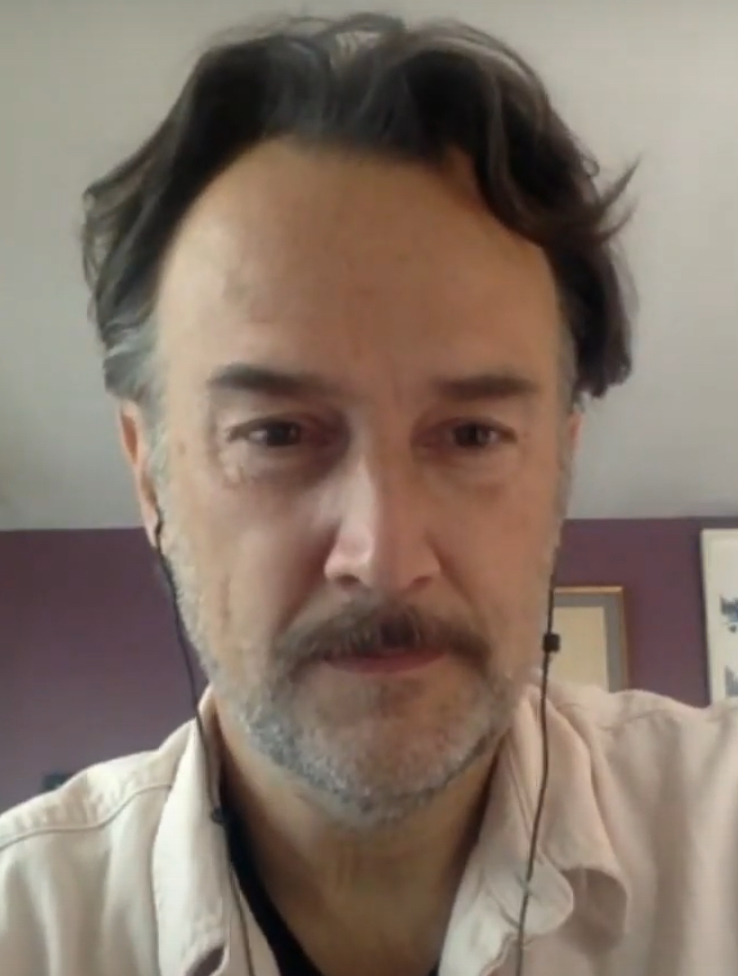

Carlos Leal (Friburgo, 15 ottobre 1969) è un attore e rapper svizzero.

## Biografia
Leal è nato nel 1969 a Friburgo da immigrati galleghi, è cresciuto a Losanna. Nel 1990 ha cofondato i Sens Unik. Il gruppo ha prodotto per la Four gold record e ha contribuito alla colonna sonora dei film L'odio (1995) e Neutre (2001). Ha anche prodotto dei video con i Sens Unik, ma dopo aver fatto un'apparizione nel documentario Babylon 2 (1993), Leal decise di intraprendere seriamente una carriera di attore. Ha fatto pratica sotto la direzione di Jack Garfein ai The Actora Studio, a Parigi. Ha debuttato per la prima volta in Week End Break (2002), una commedia la quale ha suscitato interesse in tanti produttori francesi e svizzeri. Nel 2005 Leal apparve nel film svizzero Snow White, nel suo primo ruolo da protagonista. Per questa interpretazione è stato premiato come miglior attore protagonista al Tamil Nadu Film Festival e al Swiss Film Prize. Nel 2006 Leal ha ricoperto il ruolo del croupier e dell'organizzatore del torneo di poker nel film James Bond 007 - Casino Royale.

## Filmografia

### Cinema
- Week End Break (2002)
- Trinivel (2003)
- Love Express (2003)
- Hildes Reise (2004)
- Visite Médicale (2004)
- Snow White (2005)
- Casino Royale (2006)
- El internado (2007)
- Escape from Tibet (2011)
- Carré Blanc (2011)
- Sennentuntschi (2011)
- Looking for Eimish (2012)
- 20 Rules for Sylvie (2013)
- Il suo ultimo desiderio (The Last Thing He Wanted), regia di Dee Rees (2020)
- American Traitor: The Trial of Axis Sally, regia di Michael Polish (2021)
- Father Stu, regia di Rosalind Ross (2022)

### Televisione
- Anomalies passagères – film TV (2003)
- Chaos (2011)
- Devious Maids - Panni sporchi a Beverly Hills (Devious Maids) – serie TV, episodi 1x03-1x04 (2013)
- Perception – serie TV, episodio 3x01 (2014)
- Better Call Saul – serie TV, episodio 4x05 (2018)
- The L Word: Generation Q – serie TV, 13 episodi (2019-2021)
- True Lies – serie TV, episodio 1x10 (2023)

## Doppiatori italiani
Nelle versioni in italiano delle opere in cui ha recitato, Carlos Leal è stato doppiato da:
- Vittorio Guerrieri in Heidi
- Gabriele Trentalance in Verso
- Alessandro Budroni in Devious Maids - Panni sporchi a Beverly Hills
- Luca Ghignone in There Be Dragons - Un santo nella tempesta
- Fabrizio Pucci in Agents of S.H.I.E.L.D.
- Frédéric Lachkar in Perception
- Roberto Certomà in The Last Ship
- Gino La Monica in Shooter
- Sergio Lucchetti in Father Stu
- Dario Oppido in The L Word: Generation Q
- Davide Marzi in True Lies